# Gran Premio di Abu Dhabi 2017
Il Gran Premio di Abu Dhabi 2017 si è corso domenica 26 novembre 2017 sul circuito di Yas Marina, posto sull'isola omonima, ventesima ed ultima prova della stagione 2017 del campionato mondiale di Formula 1. La gara è stata vinta dal finlandese Valtteri Bottas su Mercedes, al suo terzo successo in carriera. Bottas ha preceduto all'arrivo il suo compagno di squadra, il britannico Lewis Hamilton ed il tedesco Sebastian Vettel su Ferrari.
Questo Gran Premio segna l'ultima gara in F1 per Felipe Massa e Pascal Wehrlein.

## Vigilia

### Sviluppi futuri
La Scuderia Toro Rosso conferma, anche per la stagione 2018, la presente coppia di piloti: Pierre Gasly e Brendon Hartley.

### Aspetti tecnici
La Pirelli, fornitrice unica degli pneumatici, per questa gara porta le mescole soft, supersoft, e ultrasoft.
La FIA conferma due zone nelle quali i piloti possono utilizzare il DRS: la prima è fissata sul lungo rettilineo posto tra le curve 7 e 8, con detection point stabilito tra le curve 6 e 7. La seconda zona è fissata tra le curve 10 e 11, con punto di rilevamento del distacco fra piloti stabilito dopo la curva 9.
Sulla Toro Rosso di Brendon Hartley viene sostituita la MGU-H; avendo superato il numero di componenti da poter sostituire, il pilota neozelandese è penalizzato di 10 posizioni in griglia di partenza. Al fine di migliorare il rumore trasmesso in televisione, che proviene dalla pista, l'organizzazione della F1 decide di testare un microfono più vicino agli scarichi delle monoposto.

### Aspetti sportivi
La gara di Abu Dhabi rappresenta la duecentosessantanovesima ed ultima in F1 per il pilota brasiliano Felipe Massa. Ha ottenuto 11 vittorie, 16 pole position, 15 giri veloci e 41 podi. Massa, che aveva deciso di abbandonare la F1 già al termine della stagione 2016, era poi rientrato per sostituire Valtteri Bottas, passato dalla Williams alla Mercedes.
George Russell ha preso il posto di Esteban Ocon, nella prime prove libere del venerdì, alla Force India. Nella stessa sessione Antonio Giovinazzi ha sostituito Kevin Magnussen alla Haas.
L'ex pilota di F1 Emanuele Pirro è nominato, dalla FIA, quale commissario aggiunto per la gara. Ha già svolto in passato tale funzione, l'ultima al Gran Premio di Singapore.

## Prove

### Resoconto
Il ferrarista Sebastian Vettel è il più rapido della prima sessione di prove. Il tedesco, che ha dimostrato competitività soprattutto nell'ultimo settore della posta, ha preceduto Lewis Hamilton, anch'egli con gomme ultrasoft, e Max Verstappen. Sulla vettura dell'olandese è stato anche cambiato il piantone dello sterzo. L'altro pilota della Ferrari, Kimi Räikkönen, quarto, che ha testato un nuovo modello di diffusore, ha rovinato il suo giro migliore con un errore di guida. Ha preceduto Valtteri Bottas, che ha testato sulla sua vettura, verso il termine della sessione, l'Halo. Romain Grosjean è stato protagonista di un'uscita di pista, tanto da colpire le barriere. La pista, ancora non gommata, è stata insidiosa per diversi piloti, che hanno effettuato dei testacoda.
Nella seconda sessione Hamilton e Vettel si sono scambiati le posizioni in classifica, col britannico che ha scavalcato il tedesco, di 149 millesimi. Hamilton è stato l'unico pilota a scendere sotto il minuto e trentotto, battendo, di mezzo secondo, il record della pista, che durava dal 2011. Daniel Ricciardo è terzo, mentre quarto e quinto sono i due finlandesi di Ferrari e Mercedes, Räikkönen e Bottas, con quest'ultimo particolarmente competitivo sul passo gara. Grosjean è stato ancora autore di alcuni errori, con Stoffel Vandoorne, protagonista di un testacoda.
Nella sessione del sabato la temperatura dell'asfalto si alza a 43 °C, e Lewis Hamilton si conferma il più rapido, facendo scendere ancora il record della pista. Alle sue spalle si piazza il compagno di team Bottas; le Mercedes sono le uniche a ottenere un rilievo cronometrico inferiore al minuto e trentotto. Kimi Räikkönen chiude terzo, staccato però di mezzo secondo dal tempo del primo. Vettel chiude quarto, davanti alle due Red Bull Racing. Il forte vento presente in pista ha anche scaraventato sul tracciato un ombrellone, poi rimosso.

### Risultati
Nella prima sessione del venerdì si è avuta questa situazione:
| Pos | Nº | Pilota           | Costruttore               | Tempo    | Gap    | Giri |
| --- | -- | ---------------- | ------------------------- | -------- | ------ | ---- |
| 1   | 5  | Sebastian Vettel | Ferrari                   | 1'39"006 |        | 23   |
| 2   | 44 | Lewis Hamilton   | Mercedes                  | 1'39"126 | +0"120 | 25   |
| 3   | 33 | Max Verstappen   | Red Bull Racing-TAG Heuer | 1'39"154 | +0"148 | 15   |

Nella seconda sessione del venerdì si è avuta questa situazione:
| Pos | Nº | Pilota           | Costruttore               | Tempo    | Gap    | Giri |
| --- | -- | ---------------- | ------------------------- | -------- | ------ | ---- |
| 1   | 44 | Lewis Hamilton   | Mercedes                  | 1'37"877 |        | 38   |
| 2   | 5  | Sebastian Vettel | Ferrari                   | 1'38"026 | +0"149 | 36   |
| 3   | 3  | Daniel Ricciardo | Red Bull Racing-TAG Heuer | 1'38"180 | +0"303 | 33   |

Nella sessione del sabato mattina si è avuta questa situazione:
| Pos | Nº | Pilota          | Costruttore | Tempo    | Gap    | Giri |
| --- | -- | --------------- | ----------- | -------- | ------ | ---- |
| 1   | 44 | Lewis Hamilton  | Mercedes    | 1'37"627 |        | 18   |
| 2   | 77 | Valtteri Bottas | Mercedes    | 1'37"900 | +0"273 | 20   |
| 3   | 7  | Kimi Räikkönen  | Ferrari     | 1'38"157 | +0"530 | 21   |

## Qualifiche

### Resoconto
Kevin Magnussen è il primo pilota a ottenere un tempo di riferimento, poi battuto da Valtteri Bottas. Lewis Hamilton abbassa ancora il tempo, prima di essere battuto ancora da Bottas. Il finlandese ottiene il tempo al secondo giro veloce di fila. Negli ultimi minuti i migliori 10 decidono di non affrontare più la pista, mentre si accende la lotta per il passaggio alla Q2. Lance Stroll entra tra i qualificati solo per 13 millesimi su Romain Grosjean. Oltre al francese, vengono eliminati i due piloti della Sauber e della Toro Rosso.
Anche nella seconda fase Valtteri Bottas riesce a essere più rapido del compagno di team Hamilton. Le Mercedes sono anche le uniche vetture che scendono sotto il muro del minuto e trentasette. Nonostante ciò escono in pista anche negli ultimi minuti della Q2, dedicati alla battaglia per l'entrata nella Q3. In questa fase Hamilton scavalca ancora il compagno di scuderia. Felipe Massa riesce, all'ultimo istante, a battere il tempo di Fernando Alonso, per meno di un decimo, ed entrare tra i qualificati alla fase finale. Oltre ad Alonso, sono eliminati l'altro pilota della McLaren Stoffel Vandoorne, Carlos Sainz Jr., Kevin Magnussen e Lance Stroll.
Nella fase finale Bottas ottiene ancora il miglior tempo, ancora precedendo Lewis Hamilton; seguono poi le due Ferrari e le due Red Bull Racing. Nel secondo tentativo Hamilton sembra il più veloce nel primo settore, ma commette degli errori di guida, con Bottas che si conferma in pole position, la quarta della stagione. Vettel è terzo, mentre Ricciardo scala quarto, davanti a Kimi Räikkönen. Grazie a questi risultati la Mercedes conquista la centesima prima fila nel mondiale di F1.

### Risultati
Nella sessione di qualifica si è avuta questa situazione:
| Pos                         | Nº | Pilota            | Costruttore               | Q1       | Q2       | Q3       | Griglia |
| --------------------------- | -- | ----------------- | ------------------------- | -------- | -------- | -------- | ------- |
| 1                           | 77 | Valtteri Bottas   | Mercedes                  | 1'37"356 | 1'36"822 | 1'36"231 | 1       |
| 2                           | 44 | Lewis Hamilton    | Mercedes                  | 1'37"391 | 1'36"742 | 1'36"403 | 2       |
| 3                           | 5  | Sebastian Vettel  | Ferrari                   | 1'37"817 | 1'37"023 | 1'36"777 | 3       |
| 4                           | 3  | Daniel Ricciardo  | Red Bull Racing-TAG Heuer | 1'38"016 | 1'37"583 | 1'36"959 | 4       |
| 5                           | 7  | Kimi Räikkönen    | Ferrari                   | 1'37"453 | 1'37"302 | 1'36"985 | 5       |
| 6                           | 33 | Max Verstappen    | Red Bull Racing-TAG Heuer | 1'38"021 | 1'37"777 | 1'37"328 | 6       |
| 7                           | 27 | Nico Hülkenberg   | Renault                   | 1'38"781 | 1'38"138 | 1'38"282 | 7       |
| 8                           | 11 | Sergio Pérez      | Force India-Mercedes      | 1'38"601 | 1'38"359 | 1'38"374 | 8       |
| 9                           | 31 | Esteban Ocon      | Force India-Mercedes      | 1'38"896 | 1'38"392 | 1'38"397 | 9       |
| 10                          | 19 | Felipe Massa      | Williams-Mercedes         | 1'38"629 | 1'38"565 | 1'38"550 | 10      |
| 11                          | 14 | Fernando Alonso   | McLaren-Honda             | 1'38"820 | 1'38"636 | N.D.     | 11      |
| 12                          | 55 | Carlos Sainz Jr.  | Renault                   | 1'38"810 | 1'38"725 | N.D.     | 12      |
| 13                          | 2  | Stoffel Vandoorne | McLaren-Honda             | 1'38"777 | 1'38"808 | N.D.     | 13      |
| 14                          | 20 | Kevin Magnussen   | Haas-Ferrari              | 1'39"395 | 1'39"298 | N.D.     | 14      |
| 15                          | 18 | Lance Stroll      | Williams-Mercedes         | 1'39"503 | 1'39"646 | N.D.     | 15      |
| 16                          | 8  | Romain Grosjean   | Haas-Ferrari              | 1'39"516 | N.D.     | N.D.     | 16      |
| 17                          | 10 | Pierre Gasly      | Toro Rosso                | 1'39"724 | N.D.     | N.D.     | 17      |
| 18                          | 94 | Pascal Wehrlein   | Sauber-Ferrari            | 1'39"930 | N.D.     | N.D.     | 18      |
| 19                          | 9  | Marcus Ericsson   | Sauber-Ferrari            | 1'39"994 | N.D.     | N.D.     | 19      |
| 20                          | 28 | Brendon Hartley   | Toro Rosso                | 1'40"471 | N.D.     | N.D.     | 20      |
| Tempo limite 107%: 1'44"170 |    |                   |                           |          |          |          |         |

In grassetto sono indicate le migliori prestazioni in Q1, Q2 e Q3.

## Gara

### Resoconto
Al via Valtteri Bottas mantiene il comando della gara, seguito dal compagno di squadra Lewis Hamilton; alle loro spalle ci sono Sebastian Vettel, Daniel Ricciardo, Kimi Räikkönen, Max Verstappen e Nico Hülkenberg. Quest'ultimo però viene penalizzato di 5 secondi, da scontare al pit stop, per aver tagliato una curva, nel corso del primo giro, per difendere la posizione dagli attacchi di altri piloti.
La classifica, almeno nelle posizioni dei punti, rimane invariata fino al giro 14, quando Verstappen anticipa la sua sosta ai box. L'olandese rientra in pista nono. Räikkönen, per difendere la posizione, si ferma un giro dopo, e rientra in pista davanti al pilota della Red Bull Racing, non capace di passare Esteban Ocon. Sergio Pérez, che è settimo, si ferma al giro 16, mentre Hülkenberg effettua la sosta, con annessa penalizzazione, al giro 17.
Daniel Ricciardo si ferma al diciannovesimo giro, fermandosi poi, definitivamente, un giro dopo, per un problema idraulico. Sebastian Vettel si ferma al giro 20, seguito, dopo un giro, da Bottas. Hamilton rimane in pista fino al ventiquattresimo giro, nel tentativo di recuperare la prima posizione, dopo la sosta. Ciò non succede: Valtteri Bottas mantiene la vetta, davanti al compagno di team; Vettel è terzo, davanti a Kimi Räikkönen, Max Verstappen, Esteban Ocon e le due Renault di Carlos Sainz Jr. e Hülkenberg.
Nei giri seguenti Hamilton aumenta il ritmo, portandosi a meno di un secondo da Bottas. Un errore del neocampione del mondo, al giro 32, riporta però Hamilton a distanza dal capoclassifica. Nello stesso giro si fermano, per cambiare gli pneumatici, sia Ocon che Sainz. Lo spagnolo ritorna in pista prima che la gomma anteriore sinistra sia fissata alla vettura: poco dopo essere uscito dalla corsia dei box è costretto al ritiro. Hülkenberg risale sesto, davanti alle due Force India.
Negli ultimi giri Hamilton tenta ancora di avvicinarsi a Bottas, ma senza successo. Il finlandese conquista la terza vittoria nel mondiale, e il primo hat trick della sua esperienza nella massima formula. Per la Mercedes è la quarantesima doppietta. Felipe Massa chiude la sua carriera in F1 con il decimo posto, e un punto iridato.
Al termine della gara l'organizzazione svela il nuovo logo del campionato.

### Risultati
I risultati del Gran Premio sono i seguenti:
| Pos | Nº | Pilota            | Costruttore               | Giri | Tempo/Ritiro       | Griglia | Punti |
| --- | -- | ----------------- | ------------------------- | ---- | ------------------ | ------- | ----- |
| 1   | 77 | Valtteri Bottas   | Mercedes                  | 55   | 1h34'14"062        | 1       | 25    |
| 2   | 44 | Lewis Hamilton    | Mercedes                  | 55   | +3"899             | 2       | 18    |
| 3   | 5  | Sebastian Vettel  | Ferrari                   | 55   | +19"330            | 3       | 15    |
| 4   | 7  | Kimi Räikkönen    | Ferrari                   | 55   | +45"386            | 5       | 12    |
| 5   | 33 | Max Verstappen    | Red Bull Racing-TAG Heuer | 55   | +46"269            | 6       | 10    |
| 6   | 27 | Nico Hülkenberg   | Renault                   | 55   | +1'25"713          | 7       | 8     |
| 7   | 11 | Sergio Pérez      | Force India-Mercedes      | 55   | +1'32"062          | 8       | 6     |
| 8   | 31 | Esteban Ocon      | Force India-Mercedes      | 55   | +1'38"911          | 9       | 4     |
| 9   | 14 | Fernando Alonso   | McLaren-Honda             | 54   | +1 giro            | 11      | 2     |
| 10  | 19 | Felipe Massa      | Williams-Mercedes         | 54   | +1 giro            | 10      | 1     |
| 11  | 8  | Romain Grosjean   | Haas-Ferrari              | 54   | +1 giro            | 16      |       |
| 12  | 2  | Stoffel Vandoorne | McLaren-Honda             | 54   | +1 giro            | 13      |       |
| 13  | 20 | Kevin Magnussen   | Haas-Ferrari              | 54   | +1 giro            | 14      |       |
| 14  | 94 | Pascal Wehrlein   | Sauber-Ferrari            | 54   | +1 giro            | 18      |       |
| 15  | 28 | Brendon Hartley   | Toro Rosso                | 54   | +1 giro            | 20      |       |
| 16  | 10 | Pierre Gasly      | Toro Rosso                | 54   | +1 giro            | 17      |       |
| 17  | 9  | Marcus Ericsson   | Sauber-Ferrari            | 54   | +1 giro            | 19      |       |
| 18  | 18 | Lance Stroll      | Williams-Mercedes         | 54   | +1 giro            | 15      |       |
| Rit | 55 | Carlos Sainz Jr.  | Renault                   | 31   | Ruota              | 12      |       |
| Rit | 3  | Daniel Ricciardo  | Red Bull Racing-TAG Heuer | 20   | Problemi idraulici | 4       |       |

## Classifiche mondiali

### Piloti
| Pos | Pilota            | Punti |
| --- | ----------------- | ----- |
| 1   | Lewis Hamilton    | 363   |
| 2   | Sebastian Vettel  | 317   |
| 3   | Valtteri Bottas   | 305   |
| 4   | Kimi Räikkönen    | 205   |
| 5   | Daniel Ricciardo  | 200   |
| 6   | Max Verstappen    | 168   |
| 7   | Sergio Pérez      | 100   |
| 8   | Esteban Ocon      | 87    |
| 9   | Carlos Sainz Jr.  | 54    |
| 10  | Nico Hülkenberg   | 43    |
| 11  | Felipe Massa      | 43    |
| 12  | Lance Stroll      | 40    |
| 13  | Romain Grosjean   | 28    |
| 14  | Kevin Magnussen   | 19    |
| 15  | Fernando Alonso   | 17    |
| 16  | Stoffel Vandoorne | 13    |
| 17  | Jolyon Palmer     | 8     |
| 18  | Pascal Wehrlein   | 5     |
| 19  | Daniil Kvjat      | 5     |

### Costruttori
| Pos | Costruttore          | Punti |
| --- | -------------------- | ----- |
| 1   | Mercedes             | 668   |
| 2   | Ferrari              | 522   |
| 3   | Red Bull-TAG Heuer   | 368   |
| 4   | Force India-Mercedes | 187   |
| 5   | Williams-Mercedes    | 83    |
| 6   | Renault              | 57    |
| 7   | Toro Rosso           | 53    |
| 8   | Haas-Ferrari         | 47    |
| 9   | McLaren-Honda        | 30    |
| 10  | Sauber-Ferrari       | 5     |

## Decisioni della FIA
La scuderia Renault, paga una multa di 5000 € per aver rimandato in pista Carlos Sainz Jr. senza che gli pneumatici fossero fissati correttamente.
Nico Hülkenberg, oltre alla penalità di cinque secondi comminatagli in gara, subisce la sottrazione di un punto sulla Superlicenza.